# Haplogroupe J (ADNmt)
Pour les articles homonymes, voir Haplogroupe J.
L'haplogroupe J est un haplogroupe du génome mitochondrial humain.

## Origine
L'haplogroupe J dérive de l'haplogroupe JT, qui a également donné naissance à l'haplogroupe T.

Il est apparu il y a environ 45 000 ans chez une femme du Caucase ou du Proche-Orient.

## Aire géographique
Sa fréquence est la plus élevée au Proche-Orient (12 %), en Europe (11 %), dans le Caucase (8 %) et en Afrique du Nord (6 %).

## Sous-clades

### J1
J1 est commun dans tout le Moyen-Orient, jusqu'en Asie centrale et autour de l'Ukraine. Dans le reste de l'Europe, il est principalement concentré dans les pays germaniques (copiant la distribution de l'haplogroupe paternel I1).
Ses branches comprennent J1a, J1b, J1c et J1d.
J1c1 se trouve dans des populations originaires de nombreux pays d'Europe, dont la France, le Luxembourg, l'Italie, la Slovénie et l'Écosse, ainsi que parmi les Juifs ashkénazes et les arabes palestiniens.
J1c5 se trouve couramment en Europe, y compris parmi les Polonais, les Russes, les Finnois, les Suédois, les Anglais, les Écossais et les Italiens et parmi les Juifs ashkénazes, mais aussi en Asie : en Inde et en Sibérie et chez les Iakoutes.
J1c7a se trouve parmi les Juifs ashkénazes, y compris les Juifs de France, ainsi que les Finnois, les Suédois, les Polonais, les Allemands et les Anglais, et hors d'Europe chez les Persans.

### J2
J2 est beaucoup plus rare que J1. Il se subdivise en J2a et J2b et leurs sous-branches, telles que J2b1a. J2a se trouve de façon homogène dans la plupart des pays d'Europe. J2b est plus fréquent autour de l'Anatolie et dans le Sud-Est de l'Europe.